# Saint-Guiraud
Saint-Guiraud là một commune thuộc tỉnh Hérault trong vùng Occitanie ở phía nam nước Pháp.